# Norvegia ai Giochi della XVI Olimpiade
La Norvegia ha partecipato ai Giochi della XVI Olimpiade che si sono svolti a Melbourne dal 22 novembre all'8 dicembre 1956 
ed a Stoccolma dall'11 al 17 giugno dello stesso anno (solo per gli eventi equestri) 
con una delegazione di 22 atleti, di cui 3 donne, impegnati in 6 discipline,
aggiudicandosi 1 medaglia d'oro e 2 medaglie di bronzo.

## Medagliere

### Per discipline
| Sport            | Oro | Argento | Bronzo | Totale |
| ---------------- | --- | ------- | ------ | ------ |
| Atletica leggera | 1   | 0       | 2      | 3      |
| Totale           | 1   | 0       | 2      | 3      |

### Medaglie
| Medaglia | Atleta         | Sport            | Evento                          |
| -------- | -------------- | ---------------- | ------------------------------- |
| Oro      | Egil Danielsen | Atletica leggera | Lancio del giavellotto maschile |
| Bronzo   | Audun Boysen   | Atletica leggera | 800 metri piani                 |
| Bronzo   | Ernst Larsen   | Atletica leggera | 3000 metri siepi                |